# Monte Katahdin
Il monte Katahdin è la vetta più elevata (1606 m) del Maine (USA). È situato nel parco statale Baxter, 32 km a nord-ovest di Millinocket, nella contea di Piscataquis, nella parte centro-orientale dello stato. Questo monte impervio è costituito da un gruppo di cime, la maggiore delle quali è il Baxter Peak. Il monte Katahdin è il capolinea settentrionale del Sentiero degli Appalachi, che prosegue verso sud-ovest fino alla Georgia. Il monte deve il nome ad una parola degli indiani Abenaki che significa «monte principale».